# 司法院釋字第734號解釋
大法官會議釋字第734號釋憲案又稱為設置廣告物污染環境案，是中華民國司法院大法官在2015年12月18日做出的違憲審查。聲請違憲審查的緣由是因法輪功成員張貼相關布條，遭臺南市政府公告開罰。基於法律明確性原則、公共場域理論和言論自由，司法院大法官檢視《廢棄物清理法》第27條的合憲性，裁定臺南市政府的相關公告違反《中華民國憲法》。這次解釋也是大法官會議釋字第634號釋憲案後，確立經濟性言論和商業言論自由至少受到中度以上的違憲審查保障。

## 經過

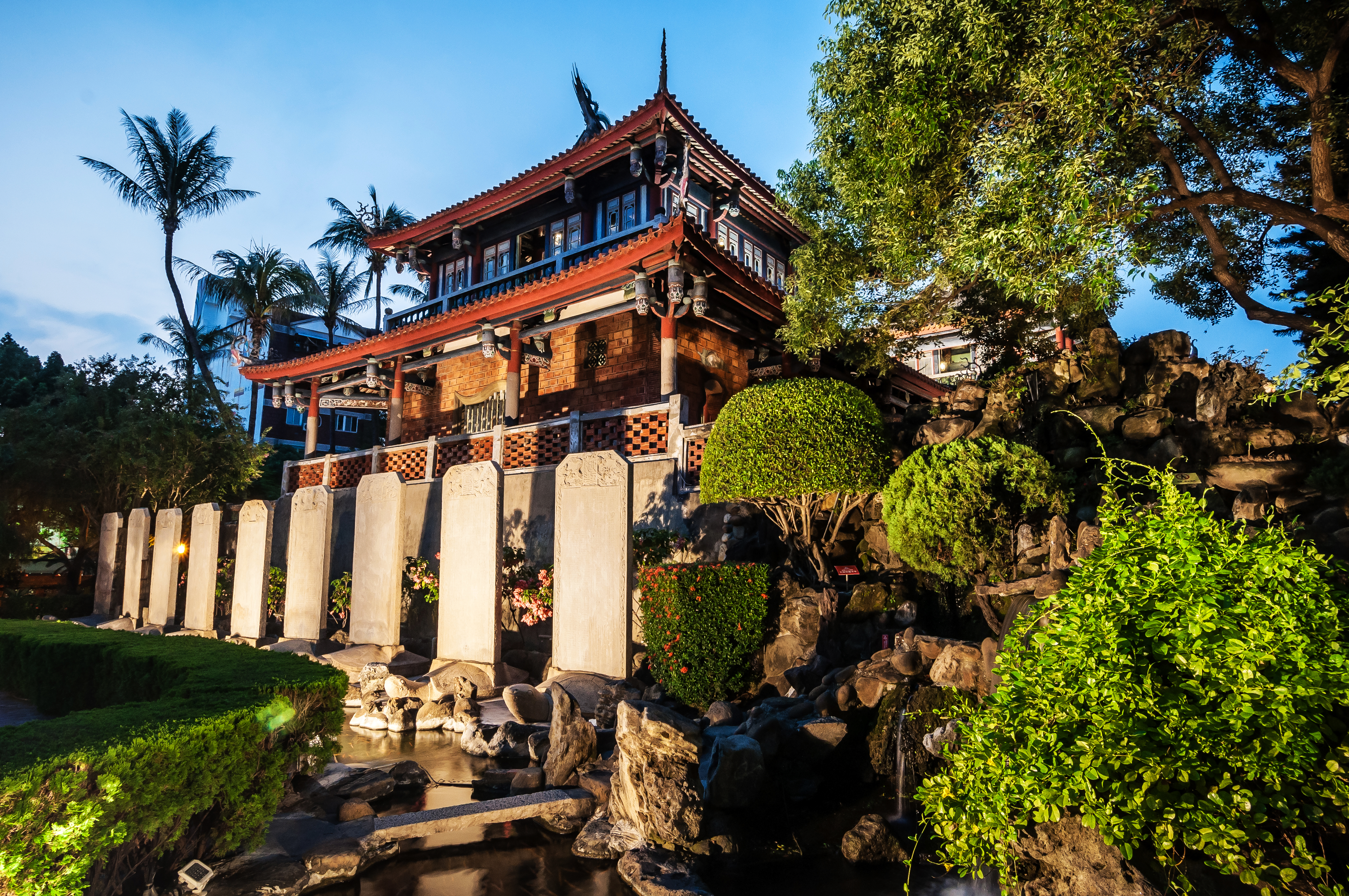
被臺南市政府劃定為指定清除區域的赤崁樓。

2002年12月9日，臺南市政府根據《廢棄物清理法》第27條第11款劃定清除區域，頒布《南市環廢字第09104023431號》公告，內容提到：「一、本市清除地區內，未經主管機關核准，於道路、牆壁、樑柱、電桿、樹木、橋樑、水溝、池塘或其他土地定著物張掛、懸繫、黏貼、噴漆、粉刷、樹立、釘定、夾插、置放或其他方法設置廣告物者，為污染環境行為。二、前項所稱之『道路』，指公路、街道、巷弄、安全島、人行道、廣場、騎樓、走廊或其他供公眾通行之地方。」且能處以罰鍰1,200元至6,000元。2011年1月13日，因臺南市政府改制，臺南市政府重新發布相同內容的《南市府環管字第10000507010號》公告。
過去法輪功成員經常在各地街道舉牌、呼喊口號，並在道路和高樓設置抗議中國共產黨打壓的廣告、標語、布條或大型看板。2009年，法輪功學員涂彩紛在臺南市民族路與永福路路口，懸掛指控中國共產黨摘取法輪功學員器官的抗議布條、及寫有「法輪大法好」布幔。因地點位在屬於清除區域的赤崁樓前，臺南市政府環境保護局指稱該成員未獲得主管機關核准，便在臺南市政府環境保護局公告未經許可不得放置廣告物的清除地區，張掛布條和布幔廣告，認定違反《廢棄物清理法》和公告規定，並依《廢棄物清理法》第50條第3款規定裁處罰款1,200元。
涂彩紛提出訴願後，臺南市政府環境保護局酌情減至600元；涂彩紛再次提出訴願、但遭駁回，轉而提出行政訴訟。高雄高等行政法院駁回確定後，涂彩紛認為最終判決適用的規定和公告，有違《中華民國憲法》疑義，決定聲請違憲審查。2015年12月28日，司法院大法官審理設置廣告物污染環境案，做出大法官會議釋字第734 號解釋，認定臺南市政府在2002年和2011年發布的相關公告逾越《廢棄物清理法》授權範圍，在解釋公布日起至最遲3個月內失去效力。

## 解釋

### 明確性原則

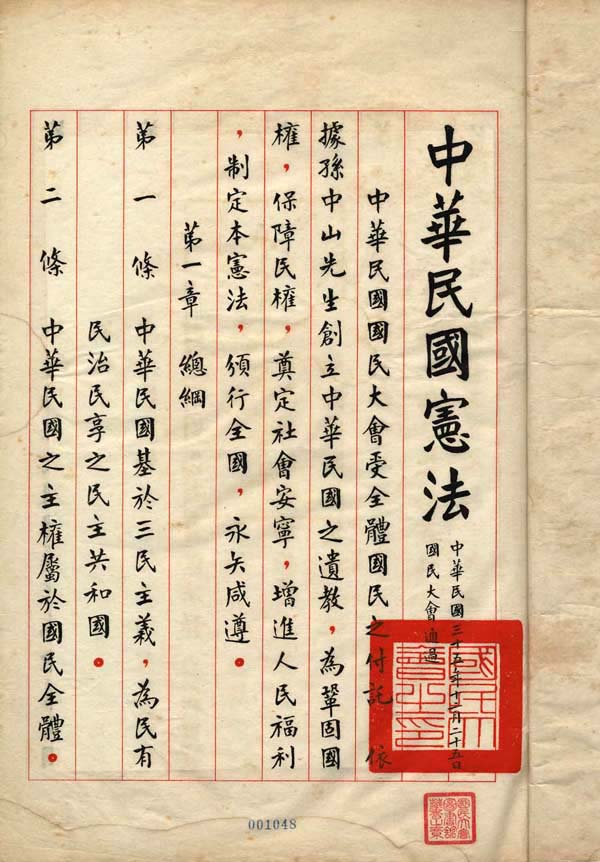
這次違憲審查涉及到《中華民國憲法》相關討論。

司法院大法官認為，儘管《廢棄物清理法》授權公告污染環境行為，並在第27條第11款規定：「其他經主管機關公告之污染環境行為。」但限制民眾基本權利時，原則上應當由法律處理。雖然立法機關能授權主管機關發布法規命令為補充，但主管機關以此發布的命令，授權目的、內容、範圍上必須依循授權法律表現的整體關聯意義，且判定具體明確，不得逾越授權範圍，才符合《中華民國憲法》規定。由於《廢棄物清理法》第1條指出立法目的為「為有效清除、處理廢棄物，改善環境衛生，維護國民健康，特制定本法；本法未規定者，適用其他有關法律之規定。」，整體規範意旨也認定污染環境行為必須和有礙環境衛生和國民健康有所關聯，第27條第11款中提及的公告汙染行為也應符合此立法目的。
在第27條第11款中，授權行政主管機關在指定清除區域內，除了禁止《廢棄物清理法》第27條列舉的前10款行為外，能公告另外補充其他環境污染行為，完備相關規範。因此主管機關根據《廢棄物清理法》第27條第11款發布禁止行為公告，如果其程度相當於前10款制定的污染環境行為，《廢棄物清理法》第27款第11條未違背《中華民國憲法》第 23 條的法律授權明確性原則。同時考量其中第3款「於路旁、屋外或屋頂曝晒、堆置有礙衛生整潔之物」和第10款「張貼或噴漆廣告污染定著物」規定，《廢棄物清理法》的污染環境行為的定義不限棄置廢棄物，其他有礙環境衛生和國民健康的行為也能限制。

### 保留原則
這次臺南市政府的公告，將未經主管機關核准而在街道、騎樓和走廊等特定場所，張掛、懸繫和黏貼等指定方式設置廣告物者，直接判斷為汙染環境行為，而不考慮廣告物是否妨礙環境健康便全數禁止處罰，被認定違反《中華民國憲法》。儘管《南市環廢字第09104023431號》和《南市府環管字第10000507010號》以未經臺南市政府核准設置廣告物為開罰原則，司法院大法官認為提及設置廣告物屬於汙染行為時，並未考量廣告物設置是否妨礙環境衛生和國民健康，及是否達到《廢棄物清理法》第27條前10款訂定處罰的相當程度之污染環境行為，逕自將設置行為等同污染舉動，全面禁止和懲處。
司法院大法官認定相關公告定未考慮到《廢棄物清理法》的立法目的，已逾越母法《廢棄物清理法》的授權範圍，違反法律保留原則。對此，大法官會議釋字第734號釋憲案設定日落條款，要求臺南市政府應盡快修正並發布法規命令，使未經主管機關核准而設置廣告物者，仍必須達到與《廢棄物清理法》前10款相當程度的污染環境行為才構成違規，並自解釋公布日起、至屆滿3個月時失去效力。

### 權益限制
釋字第734 號解釋提到，由於民眾張貼廣告物的行為具有意見表達性質，在不妨礙公共場所通常使用方式下，屬於《中華民國憲法》第11條「人民有言論、講學、著作及出版之自由。」保障的言論表達和意見溝通的範疇。司法院大法官認為此次規範涉及言論自由限制，雖然案例限制並非針對民眾言論內容或其他《中華民國憲法》所保障基本權利的限制設立，但具體個案仍可能因主管機關必須決定是否准許廣告物設置，對廣告物內容和設置時間、地點、方式等審查，轉而拒絕申請、限制民眾言論自由或其他《中華民國憲法》所保障的基本權利。
司法院大法官考量言論自由具有實現自我、溝通意見、追求真理、滿足獲知權利、形成公意、促進各種合理政治和社會活動的功能，因言論自由是維持民主多元社會正常發展的重要機制，認為國家應給予《中華民國憲法》第11條最大限度的保障。為此，司法院大法官要求主管機關在修正相關公告時，應通盤考量《中華民國憲法》第11條中有關民眾言論自由或其他基本權利的保障，限制民眾於公共場所享有言論自由等基本權利時符合必要性與適當性。

## 評論
司法院大法官書記處處長李玉卿表示，相關公告之所以被宣告違反《中華民國憲法》，主要原因在應當以汙染環境與否為標準，而未經主管機關核准張掛放置的東西不一定等同於汙染環境。例如，在街道、騎樓擺放未經主管機關核准的藝術品，將之視為汙染行為，並不符合《廢棄物清理法》的「改善環境衛生，維護國民健康」的目的。同時她提到，對於他人大量張掛抗議或宣傳布條，地方政府仍能夠修法並判斷相關懲處。
部分學者認為大法官會議釋字第734號釋憲案，未能明確釐清和處理言論自由的事前限制，和建立公共論壇與場域理論的意義；當中未將涉及言論內容的事前限制推定違反《中華民國憲法》，也未像美國最高法院細分傳統公共場域、指定公共場域和其他非公共場域的政府財產，而分別適用不同程度的違憲審查，僅在理由書第三段以隱喻方式提出對事前限制和公共場域的相關理解。不過此次司法院大法官的違憲審查，因提及《中華民國憲法》第11條對民眾言論自由的保障，並將言論自由視為維持民主多元社會正常發展的重要機制，國家應給予最大限度保障，仍成為對於言論自由的參考案例之一。
另外，對於大法官會議釋字第734 號釋憲案的發布，臺南市政府環境保護局局長李賢衛表示尊重司法院大法官的違憲審查結果，但將完整蒐集違憲審查內容後，再決定是否撤下相關規定。同時他認為違憲審查的結果，往後將影響臺灣各地地方政府環境保護局對於廣告黏貼物的處理，可能造成後續廣告、抗議布條任意懸掛的狀況，呼籲行政院環境保護署出面溝通。而在釋字第734 號釋憲案宣告後，涂彩紛先前敗訴的行政訴訟得以聲請再審。而由於先前因為行政訴訟敗訴確定繳交的罰款，涂彩紛得以另外提告要求退款。

## 外部連結
- （繁體中文） 釋字第 734 號 【設置廣告物污染環境案】（页面存档备份，存于）
- 法輪功掛布條挨罰　大法官宣告南市公告違憲